# Pantana mindanensis
Pantana mindanensis är en fjärilsart som beskrevs av Semper 1898. Pantana mindanensis ingår i släktet Pantana och familjen tofsspinnare. Inga underarter finns listade i Catalogue of Life.